# Gotzenberge
Als Gotzenberge wird ein Teil des Hagengebirges, einem Gebirgsstock der Berchtesgadener Alpen, bezeichnet. Die Gotzenberge umfassen die der Hochfläche des Hagengebirges westlich vorgelagerten Gipfel, die durch das Landtal und den Schlunggraben von den Grenzgipfeln am Rande des Hochplateaus abgesetzt sind und zum Königssee hin steil abfallen. Die Gotzenberge liegen zur Gänze auf bayerischem Gebiet.
Das Gebiet ist von – teilweise aufgelassenen – Almen geprägt, z. B. der Gotzenalm, Priesbergalm, Gotzentalalm, Königsbachalm, Königstalalm, Königsbergalm, Regenalm oder Roßfeldalm.

## Gipfel
- Reinersberg, 2171 m
- Fagstein, 2164 m
- Hohes Laafeld, 2074 m
- Rothspielscheibe, 1940 m
- Gotzentauern, 1858 m
- Warteck mit Aussichtspunkt Feuerpalfen, 1741 m
- Klausbergl, 1717 m
- Farrenleitenwand, 1716 m
- Gotzenberg, 1704 m
- Bärenköpfl, 1682 m